# Bosc-Guérard-Saint-Adrien
Bosc-Guérard-Saint-Adrien è un comune francese di 857 abitanti situato nel dipartimento della Senna Marittima nella regione della Normandia.

## Società

### Evoluzione demografica
Abitanti censiti